# Karl Heidmann
Karl Heidmann (* 23. September 1889 in Preußisch Eylau, Ostpreußen; † 12. November 1946 in Lübeck) war ein deutscher Schauspieler und Regisseur.

## Leben
Nach Abschluss der Schule studierte Karl Heidmann an den Universitäten in Berlin und München. Später hatte er lange Zeit ein Engagement als Schauspieler und zuletzt als Oberspielleiter an den Städtischen Bühnen Lübeck. Darüber hinaus war er auch als Schauspiellehrer tätig und unterrichtete unter anderem seinen Sohn Manfred und Günther Lüders.
Karl Heidmann wirkte ab 1936 auch in verschiedenen Filmproduktionen mit. So spielte er in Robert Koch, der Bekämpfer des Todes von Hans Steinhoff mit Emil Jannings, Werner Krauß und Hilde Körber aus dem Jahr 1939 und 1941 in Quax, der Bruchpilot von Kurt Hoffmann mit Heinz Rühmann, Karin Himboldt und seinem Sohn Manfred. Er war zudem ebenfalls 1941 in dem nationalsozialistischen Propagandafilm Kopf hoch, Johannes! von Viktor de Kowa mit Klaus Detlef Sierck, Dorothea Wieck und Gunnar Möller zu sehen, der heute als Vorbehaltsfilm nur unter strengen Voraussetzungen aufgeführt werden kann. Heidmann stand 1944 in der Gottbegnadeten-Liste des Reichsministeriums für Volksaufklärung und Propaganda.
Er veröffentlichte darüber hinaus als Autor im Jahr 1916 Walhalls Ende. Ein Märchen für Erwachsene.

## Filmografie (Auswahl)
- 1936: Flitterwochen
- 1938: Scheidungsreise
- 1939: Robert Koch, der Bekämpfer des Todes
- 1940: Casanova heiratet
- 1940: Mein Mann darf es nicht wissen
- 1940: Mädchen im Vorzimmer
- 1940: Der Sündenbock
- 1941: Kopf hoch, Johannes!
- 1941: Quax, der Bruchpilot
- 1943: Ich vertraue Dir meine Frau an